# Om kors och nöd och lidande mig möter
Om kors och nöd och lidande mig möter är en sång med text av John Gowans och översatt till svenska av Göran Larsson, Christina Nilsson och Kai Kjäll-Andersson.

## Publicerad som
- Nr 102 i Sångboken 1998.
- Nr 33 i Sjung inför Herren, del 2.